# قائمة أئمة الحرم المكي
أئمة الحرم المكي، هم العلماء المسلمون الذين يتولون الإمامة في المسجد الحرام بمكة المكرمة، ويقومون بأداء الصلوات المفروضة وصلاة الجمعة والصلوات الموسمية مثل التراويح والقيام والعيدين. وتُعد الإمامة في الحرم المكي من أرفع المناصب الدينية في العالم الإسلامي نظرًا لقدسية المكان ومكانته لدى المسلمين، كما يُكلف بعض الأئمة أيضًا بإلقاء الخطب في المناسبات الكبرى. تخضع شؤون أئمة الحرم المكي لإشراف الرئاسة العامة لشؤون المسجد الحرام والمسجد النبوي، وهي جهة حكومية سعودية تتولى إدارة وتشغيل الحرمين الشريفين. وتتبع الرئاسة مباشرة خادم الحرمين الشريفين، الذي يُعد المرجع الأعلى في تعيين الأئمة والخطباء وإعفائهم.
يُعيّن الإمام في المسجد الحرام عادةً بأمر ملكي، وذلك بناءً على ترشيح يُقدَّم من الرئاسة العامة أو من جهات دينية عليا في الدولة. وتُراعى في المرشحين معايير شرعية وعلمية، من بينها حفظ القرآن الكريم، وحسن التلاوة، والاستقامة السلوكية، وسلامة المعتقد، والمؤهلات الشرعية العالية مثل درجتي الماجستير أو الدكتوراه. وفي بعض الحالات، يُكلَّف الإمام بصفة مؤقتة أو موسمية، قبل أن يُثبّت في منصبه بشكل دائم. تنتهي مهمة الإمام في المسجد الحرام بعدة طرق، منها طلب الإعفاء الشخصي، أو صدور أمر ملكي بإنهاء التكليف إذا اقتضت المصلحة العامة، أو بسبب المرض أو التقدم في السن، أو في حال الوفاة. كما قد يُستبدل الإمام في حالات نادرة نتيجة مخالفة شرعية أو إدارية، إلا أن هذه الحالات نادرة الحدوث.
يجمع بعض أئمة الحرم بين الإمامة والخطابة، خصوصًا في صلاة الجمعة والأعياد، وتُسنَد إليهم الخطب الرسمية في المواسم الكبرى. ومن أبرز من تولوا هذين الدورين في آن واحد: عبد الرحمن السديس، وماهر المعيقلي، وفيصل غزاوي (سابقًا)، وغيرهم. من بين الأئمة البارزين الذين تولوا الإمامة في المسجد الحرام خلال العقود الأخيرة: عبد الرحمن السديس، سعود الشريم (توقف عن الإمامة عام 1444 هـ)، ماهر المعيقلي، بندر بليلة، عبد الله الجهني، ياسر الدوسري، فيصل غزاوي، صالح بن حميد (يؤدي مهمة الخطابة فقط).
يُعد أئمة الحرم موظفين رسميين في الدولة، ويتقاضون رواتب ومخصصات مالية، وفقًا للأنظمة المعمول بها في المملكة العربية السعودية. ولا يوجد سن تقاعد رسمي معلن خاص بهذه الوظائف، لكن استمرار الإمام في منصبه يرتبط بحالته الصحية واستعداده الشخصي، بالإضافة إلى اعتبارات المصلحة العامة.

## القائمة
| الرقم | الإمام                                 | تاريخ الميلاد        | تاريخ الوفاة         | الأصل     |
| ----- | -------------------------------------- | -------------------- | -------------------- | --------- |
| 1     | أبو بكر بن المختار الشنقيطي            | 1330 هـ              | 1385 هـ              | موريتانيا |
| 2     | علي بن عبد الرحمن الحذيفي              | 15 جماد أول 1366 هـ  | -                    | الباحة    |
| 3     | ياسر بن راشد الدوسري                   | 12 ذو الحجة 1400 هـ  | -                    | الخرج     |
| 4     | سعود بن إبراهيم آل شريم                | 27 رمضان 1385 هـ     | -                    | الرياض    |
| 5     | علي بن عبد الله جابر                   | 16 ذي الحجة 1373 هـ  | 12 ذي القعدة 1426 هـ | جدة       |
| 6     | عبد الرحمن بن عبد العزيز السديس        | 12 شعبان 1379 هـ     | -                    | القصيم    |
| 7     | فيصل بن جميل غزاوي                     | 1385 هـ              | -                    | مكة       |
| 8     | أسامة بن عبد الله خياط                 | 1 رجب 1375 هـ        | -                    | مكة       |
| 9     | بندر بن عبد العزيز بليلة               | 1395 هـ              | -                    | مكة       |
| 10    | عبد الله بن عبد الغني خياط             | 29 شوال 1326 هـ      | 7 شعبان 1415 هـ      | مكة       |
| 11    | صالح بن عبد الله بن حميد               | 1369 هـ              | -                    | بريدة     |
| 12    | خالد بن علي الغامدي                    | -                    | -                    | مكة       |
| 13    | محمد نور الكتبي                        | 1323 هـ              | 21 شوال 1402 هـ      | مكة       |
| 14    | عبد الظاهر بن محمد نور الدين أبو السمح | 1300 هـ              | 1370 هـ              | مصر       |
| 15    | عبد الله الخليفي                       | 1333 هـ              | 28 صفر 1414 هـ       | القصيم    |
| 16    | عبد الله بن عواد الجهني                | 11 محرم 1396 هـ      | -                    | المدينة   |
| 17    | صالح بن محمد آل طالب                   | 30 ذو الحجة 1393 هـ  | -                    | الرياض    |
| 18    | ماهر بن حمد المعيقلي                   | 28 جماد أول 1389 هـ  | -                    | المدينة   |
| 19    | صلاح بن سالم باعثمان                   | -                    | -                    | جدة       |
| 20    | محمد بن عبد الله السبيل                | 1342 هـ              | 28 ربيع أول 1434 هـ  | القصيم    |
| 21    | عبدالله بن حسن آل الشيخ                | 1278 هـ              | 1378 هـ              | الرياض    |
| 22    | عبدالمهيمن بن محمد نور الدين أبو السمح | 1307 هـ              | 1399 هـ              | مصر       |
| 23    | محمد عبدالله الشعلان                   | 1326 هـ              | 1417 هـ              | حائل      |
| 24    | عمر بن محمد السبيل                     | 1378 هـ              | 1423 هـ              | القصيم    |
| 25    | بدر بن محمد التركي                     | 22 ذو القعدة 1404 هـ | -                    | بريدة     |
| 26    | الوليد بن خالد الشمسان                 | 1410 هـ              | -                    | القصيم    |